# Долітописна мовна історія українців
«Долітопи́сна мо́вна істо́рія украї́нців» – енциклопедична монографія Костянтина Тищенка, новаторська за змістом і найбільша за обсягом книга автора, міждисциплінарний синтез кількох аспектів теми. Три перші нариси її – теоретичні: про виявлені генетикою Y-гаплогрупи українців, які корелюють з пластами запозичень українського словника і топонімів України, про визначальні риси української мови та про асимільовані прадавні мовні меншини. Інші п'ять нарисів – мовно-історичні: про слід у топонімії України і словникових запозиченнях контактів долітописного часу з Близьким Сходом і Середземномор'ям. Передмову до монографії написав академік НАН України, професор Г.П. Півторак. Текстам з журналу «Тиждень» передують вступні сторінки публіциста Ю.В. Макарова. 

## Анотація
| Нариси книги виросли зі статей 2012–2016 рр. про тяглість етно- і глотогенезу українців, асиміляцію ними етнічних меншин Наддніпрянщини та про численні мовні ознаки трьох давніх епох історії України: ахаменідської (VI / IV ст. до н.е.), греко-римської (IV ст. до н.е. / IV ст. н.е.) і ранньовізантійської (IV / VII ст. н.е.). Нариси І і ІІ – це огляд історії мовних контактів наших предків на тлі даних генетики і славістики. У нарисі ІІІ – історія асиміляції праукраїнцями алано-половецьких степовиків і давніших етномовних украплень: кельтських, германських, балтійських та ін. У нарисах IV–VIII з топонімії та лексики добуто деталі зв'язків з давніми персами, коптами, сирійцями та греками з Єгипту. Нову якість знань уможливили метод топонімічного контекстування і творчий доробок Г. Верета, О. Пріцака, В. Крума, Й. Піля, Г. Півторака, О. Коссю, О. Стрижака, М. Рахна, А. Непокупного, М. Щукина. Книга з її тисячами систематизованих мовних фактів і висновками адресована мовознавцям, історикам і всім, кому цікава тá справжня історія, яка залишила ці факти. |

## Історія написання
Запланована у 2011 р. як збірка актуальних досліджень автора, книга почала формуватися індуктивним шляхом. У нарисі І "Упізнані свідки: генетичний склад українців" висновки сучасної генетики розглянуті як апробація всієї галузі мовних контактів у лексико-топонімічних студіях України.
У нарисі ІІ "Всеслов'янськість мови українців" класифіковані визначальні риси структури української мови. Показано, що десятки цих рис єднають українську з більшістю слов'янських мов, а не з якоюсь групою їх. 
Доповідь на конференції з глотогенезу про українську асиміляцію середньовічних меншин  стала нарисом ІІІ збірки "Мова – магнітне осердя нації". 
До книги включено і нарис IV "24-а перська сатрапія у минулому України". Його зміст є прикладом періоду історії, що зник з етнічної пам'яті, але описаний Геродотом і затримався у топонімах – тому тепер і стало можливим відновити його з них завдяки контекстуальному підходу і виявленню таких прототипів топонімів, зв'язки яких з Персією часів Дарія давно і надійно встановлені. 

Спільні та відмінні риси української мови

Однак перською темою старожитності топонімії України не обмежуються. Ще 2009 р. тут були помічені ознаки іншого давнього періоду: пор. назви сіл Ракути й Ракужа Чг, Локотки См, Залокоть Лв, Омбиш Чг, три Табаївки Чг, Хк, Лг, 6 Коптів, 8 Олександрій, Ченокалівка Пл, Штомпелі Пл, Осколонівка Лг та ін. Це виразний слід зв'язків з Єгиптом і шляху до нього, адже на роль прототипів тут придатні назви міст у Єгипті дгр. ‘Ρακότις Ракотіс / копт. Ракоðе, Лакаті = Ἀλεξάνδρεια 'Александрія Єгипетська', дгр. Όμβος Омбос, Θῆβαι Тебаї 'Фіви', також ар. قوبط Коубт 'Єгипет', тур. Çanak-kale 'Дарданелли', іт. венец. Stampalia 'о. Астюпалея', дгр. Ἀσκάλων Аскалон 'Ашкелон'. 
Новий імпульс студіям дала праця: Тищенко К.М. Ключі з Астурії від минулого України, де обґрунтовано концепцію початку формування топонімії Наддніпрянщини у мовно-культурному просторі пізнього Риму. Цей висновок став можливим завдяки виявленим в Україні десяткам топонімів-відповідників ґотських двокомпонентних антропонімів, – а це спонукало до пошуків інших мовних реліктів тієї ж доби. Чимало їх знайдено в історико-етимологічному словнику топонімів Єгипту греко-римського часу Г. Верета (H. Verreth 2013). Для опису добутого звідси нового розуміння численних явищ топонімії обсяг книги довелося подвоїти.
У нарисі V "Історія України з єгипетського берега" розглянуті топоніми-репліки в Україні, утворені від назв міст античного Єгипту. Крім згаданих Ракут і Олександрій – це Конопниця Лв, Некраші Жт, Босири Тр / р. Пузирівка См, Бутівці Пл, Хм, Сінгури Жт, р. Тетерів, Терсянка Зп, Корначівка Хм, – але також р. Киянка Кв / Киянці См, Остап'є Тр / Остапці Пл та інші топоніми. Вірогідні прототипи цих назв – імена міст Єгипту Κάνωπος Каноп, Nαύ·κρατις Наукратіс = ар. ال نكرش Ель-Нікраш, Бусирис, Бут, Сингор, ар. تترو Тетеру в оазі Сіва, Терсо, – також Карнак 'найбільший у Єгипті храмовий комплекс у Фівах', ̕Ωκεάνη Океане 'давня назва р. Нілу' (у Діодора Сицилійського), Ἄσταπος Астапос 'р. Блакитний Ніл'. Так виявилося, що шлях до Нілу (чи з Нілу?) для наддніпрянців був звичним.

Топоніми України й сусідніх земель

Своєрідний "ономастичний канал", прокладений від імен античних міст Єгипту до їхніх реплік – імен селищ в Україні, прискорив приплив до студій (через районні топонімічні контексти в Україні) сусідніх потоків реплік елліністичної лексики – передусім грецької. Дотепер в Україні засвідчено кількасот груп топооснов від 144 грецьких лексичних прототипів. Майже кожна назва-кандидат на можливу грецьку етимологію була помічена у прямому або районному контексті з уже згаданими репліками назв міст Єгипту, тобто в місцях раніше виявлених середземноморських контактів. Семантичне поле навколо репліки єгипетського топоніма оживляє призабуті фонетико-семантичні зв'язки з сусідніми репліками і полегшує їх упізнання. 
Стислий коментар до помічених грецьких зв'язків склав найбільший у книзі нарис VI "Античність на в'язаних човнах". Грецького походження виявилися й форманти -ойк-/-ейк-/-айк- та -уват-/-юват- (Лобойківка, Шумейки, Шарайки, Галайки; Грякувате, Парнювате; пор. οἶκος ойкос 'дім', ἄ·βατος аватос 'непрохідний'). 
До цього ж нарису увійшли й перші ознаки сирійської присутності: так, коптське слово саракот означає мандрівного ченця яковитської церкви (пор. Сорокотяги Кв, Сорокотичі). З сирійської мовної форми й значень прототипів видно і знайомство праукраїнців з Пешіттою (сирійським перекладом Святого Письма), і заняття сирійців-саракотів сторонніми справами, як-от торгівлею, – за що їм справді докоряли сучасники. Тут же, у нарисі VI наведено фонетично доказові прототипи з мови пехлеві (середньоперської), конкретні прояви якої у топонімії Україні дотепер теж не були відомі: Добростани Лв; Денихівка Кв / Дейне•ки Пл; також Тараски Вн / Тараща Кв, Чк і 82 Тарасівки.

Приклади в пехлевійській графіці

Поблизу немісцевих елліністичних осередків стали помітніші іранські етномові Степу, – поширені тут одвічно і власне тому досі невловимі: пор. прототипи щойно наведених назв пехл. дабирстан 'школа' (!) – новоперс. دبيرستان дабірестан, сир. ܕܝܢܝܓ деніґ з пехл. дēнīґ (новоперс. ديني діні) 'святобливий' (прибічник чи противник Заратустри?), тарсаґ, новоперс. ترسا тарсā (від tars 'острах, пошана') 'християнин'. 
З теперішніх студій також випливає, що словникові запозичення з пехлевійської до української – це не лише волос і ворс (wls, wars 'волосся'), грива і гривня (griwa 'шия'), але й дитяча настрашка См киця-баба (kit, qyd-yk 'чаклун'), і Телесик (tlsk 'християнин', або tlsks 'слухяний'), і печеніг, і приспа, призьба (pešenig 'перший, шляхетний', prysp 'стіна' – всупереч ЕСУМ, IV, 364; 570, 577), і конюш·ина (калька asp·ast) та ін. Натомість ганьба, ганити, лилик-нічка мали прийти з сирійської мови (пор. арамеїзми у пехлеві GANNĀBĀ 'злодій', GANYĀ 'сором, безчестя', LYLYH 'ніч').

Приклади в коптській графіці

Репліки коптських прототипів знайдені біля тих самих реплік імен міст античного Єгипту, де раніше були помічені топоніми з грецькими, сирійськими й пехлевійськими основами. Однак для того, щоб це сталося, автор мав бути готовим їх зустріти: знати про одночасність існування цих мов, володіти їхнім основним лексичним фондом тощо. Важливим є висновок про те, що люди з елліністичного Півдня бували в одних місцях Наддніпрянщини частіше від інших: р. Гопчиця Вн / Хоптинці Хм, Мариця См, Леляки Вн, Кв, Пл, Чг, Щирець Лв, Жабокрути Лв, Леваневське Пл, Калуш ІФ, Ривинці, Шишаки Пл, Горошки Жт, Кулажинці Кв, Пл, Бучач Тр, Воропаї Кв, Атаки Чв, Сорокотичі Чг, Хотимир ІФ, Бершадь Вн / Гаражівка Хк, Отрохи Чг, Шупики Кв та ін. Прототипи: копт. Гюптіос 'Єгипет, Ніл', ар. قوبط Коубт 'Єгипет', Марис 'Верхній Єгипет' (ма 'земля' + рис 'південь'), леле 'мандрувати', шчир 'плисти (морем чи річкою), плавба', ⲭⲉⲉⲃⲉ джаб, джеебе 'прибульці' + окрут 'корабель', леван = гр. κάλως 'буксирний канат', ріви 'пояс з буксирним канатом до кораблів', копт. шиш, шоош 'сучити (мотузок)', гоорш 'to run (ship) aground' (витягати корабель на берег), куладжи 'риба', бетс, боотс 'війна', уорп 'посилати', ат·тако 'незнищимий', сара-коті 'мандрівний чернець', ката·мерос 'проповідь у коптській церкві' (так вона зветься й дотепер – і тільки тут; з гр. κατὰ μέρος 'частинами, поодинці'), вершо 'грішник', гарадж 'хмиз', ат·рооуш 'недбалий', шооп 'голитися'. 
Коптський пласт розпізнано у топонімії Наддніпрянщини уперше. Його опис дано на 40 сторінках нарису VII "Потаємний коптський світ України". Масштаби явища видно з виявлених дотепер 232 коптських прототипів. Вражає багатство коптських мовних доказів плавби з Єгипту (види кораблів, бурлацька праця на річках, плетіння канатів) – при тому, що в інших топонімах це саме підтверджено по-грецьки. Логічно пов'язані з цим і мовні ознаки присутності коптської церкви (імена святих, катамерос), і обличчя людей з Фаюму, відтворені на обкладинці.
Словникові запозичення з коптської до української мови – очіпок, келеп, лохми, лахманина, лелека, шаніжка тощо (пор. копт. атшіпі 'бездоганна', келевін 'келеп', лахмі 'клапоть', леле 'мандрувати', шанеш 'годувати'). 

Приклади в давньоєгипетській графіці

При аналізі коптських контекстів сталася ще рідкісніша і вкрай важлива подія – виявлення переконливо засвідчених повтореннями давньоєгипетських мовних прототипів топонімів України: Димер Кв / Темрюк Дц, Мишерине Жт / Радомишль Жт / Перемишляни Лв, Пиро·гоща Кв, Шумівці Хм, Набутів Вн / Небитівка Кв (Миронівка), Мрин Чг, Дептівка См, бол. Коквище Вл / Куковичі Чг, Хандабоківка Чг, Мриги Кв, Вихрівка Хм, Дутчаків Чв, р. Псел Пл, Деміївка Кв, Кмитів Яр Кв, р. Немига Вн / р. Немия (Немга) Вн / Ремиги Пл, Ірдинь Чк, оз. Пере·мут Вл, Собич См / -еве См, Тотчине Пл, Тутаки См, Кубер См / Опори Лв / Гопри Хс. Прототипи: дєгипет. Темрі 'Єгипет', аккад. Мишру 'Єгипет', дєгипет. Pȝ-yr-‘ȝ Піра-а 'Ніл', Шумав 'Верхній Єгипет', Нбут 'Егейські острови', мрин 'сирійський воїн', дпт 'корабель', какав 'морський корабель', хнті 'плисти проти течії' + копт. бок 'слуга', мрі 'to run (ship) aground' (витягати корабель на берег), вхрит 'верф', ддкв 'канал', п·ші 'озеро', дмі 'місто, квартал', кмит 'дьоготь, смола', нмг / копт. ремге, лемге 'вільний', ірт 'око Гора', пер- 'храм, дім' + Мут 'матір богів', сбк 'Собек', дхуті 'Тот', хпрр 'скарабей' (є і Шкурупії, -вка Пл < σκαραβαίος). В самих значеннях прототипів топонімів є відповідь на питання про причину інтересу єгиптян до наших країв: передусім їх цікавили смола, мед і дьоготь як натуральні консерванти для мумій.
Досі розпізнано десятки топооснов від 47 давньоєгипетських прототипів. Етапи цієї лінії тривалих студій висвітлені у завершальному 70-сторінковому нарисі VIII "Догрецький Єгипет у догрецькій Україні". 
Виявлені ознаки контактів з Давнім Єгиптом не обмежуються топонімією України: вони знайдені у Чехії, Польщі, Росії. Кілька ойконімів-реплік єгипетських прототипів опинилися навіть на Північному полярному колі: це дер. Марицы і Фион на р. Печора (пор. копт. Марис 'Верхній Єгипет', Фіом 'Середземне море'), дер. Тетрина на Кольському п-ові (ар. تترو Тетеру в оазі Сіва). Доводжуваний самими цими фактами слід історичної присутності в тих місцях людей з Давнього Єгипту пояснений у книзі важливістю астрономічних спостережень у житті й віруваннях давніх єгиптян. Очевидними є середземноморські риси фенотипу частини українців на прізвище Коков-енко (з Сіверщини), Коковчук та російських поморів на прізвище Коковин, Коковкин (пор. дав.-єгип. какав 'морський корабель'). 
Переконливу апробацію проведені студії дістали завдяки відповідності нововідкритих пластів топонімів України, зумовлених елліністичними прототипами з Єгипту, та прізвищ українських козаків з реєстрів 1581, 1638, 1649, 1756 рр. – від тих самих прототипів. Це свідчить про добру обізнаність предків частини козаків з морським шляхом до Єгипту: пор. Остап Рокутко / підскарбій Ракушка-Романовський, Гарасим Лакотенко, Іван Лагута; Іван Коновченко, Отрушко Некраченко, Федор Некраш, Іван Пузираченко, Гришко Сінґур, полковник Шингирей, Андрій Шинкерієнко, гетьман Павло Тетеря, козак Коркодило, Феско Терескович, Іван Кієнко, Андрій Києница, Клим Хобтя, Данило Хупченко, козак Гемалія, Савка Мишуренко, Іван Мишляка, Лук'ян Темрученко, Остапец Малчин, Отрушко Тебеченко, Педор Корначченко, Федор Пунтусенко, Петро Ченакало, Микита Штомпель, Денис Ясменко, Іван Колубайка, козак Шкудка, козак Каковка і тисячі інших прізищ з елліністичними прототипами – пор. Ракотіс / Ракоде / Лакаті, Каноп, ат-рооуш 'недбалий', аль-Нікраші, Бусирис, Сюнгор, гр. Ἥφαιστος Сінгор, ар. تترو Тетеру, Κορκοδιλώ Коркодило (ар. El-Moueh, селище у Східній Пустелі), Терсо, Океане, ар. قوبط Коубт 'Єгипет', дєгип. Кеме 'Єгипет', Мишр 'Єгипет', дєгип. Темрі 'Єгипет', ̕Άσταπος Астапос 'р. Блакитний Ніл', Θῆβαι Тебаї 'Фіви', Карнак, Понтос, Чанак-кале, Стампа-лія, Ἰσμήνιος Ісменіос, κολυμβάω колюмбао 'плавати', скди 'плавба, подорож людей', какав 'морський корабель' та ін.
Виявлені етномовні джерела цих прізвищ остаточно руйнують міф про виключно тюркське і степове походження козаків, додаючи підстав для підсумкової гіпотези книги про докозацький час появи козацтва. 

## Зміст
● Нові обрії дослідження етно- та глотогенезу українців (передмова: академік НАН України Г. Півторак)
● Нарис І. Упізнані свідки: генетичний склад українців
● Нарис ІІ. Всеслов'янськість мови українців
● Нарис ІІІ. Мова – магнітне осердя нації
● Нарис IV. 24А перська сатрапія у минулому України
● Нарис V. Історія України з єгипетського берега
● Нарис VI. Античність на в'язаних човнах
● Нарис VII. Потаємний коптський світ України
● Нарис VIII. Догрецький Єгипет у догрецькій Україні
● Післямова. Ця частина історії після вивчених тисяч мовних фактів
● Покажчик топонімів

## Уривки з книги

### З нарису І. Упізнані свідки: генетичний склад українців

Генетична мапа Європи

Відповідність Y-гаплогруп, пластів топонімії та запозичень у словнику

«...За даними генетики [Rosser u.a.], у складі українців є етнічна більшість носіїв європейської Y-гаплогрупи І з Балкан і Скандинавії та степової групи R1a (разом 3/4 досліджених), – і меншини груп N, E1b1b, R1b, J, G, Q, T (див. карту на форзаці).
Незалежно від цих даних генетики, в українському словнику існують запозичення: балканські, скандинавські, скіфські, фінські, арабо-берберські, кельтські, месопотамські, грецькі, кавказькі, монґольські. В сусідніх мовах вони мають інший склад або й відсутні – тоді як в українському словнику ці лексичні запозичення відповідають вказаним Y-гаплогрупам (тобто, виявляють кореляцію з ними): 
● з балканських мов (пор. I2) – цівка, тяма, кепкувати, віхола, цап, шутий, бгати, муругий, поратися [Нерознак]; 
● зі скандинавських мов (пор. I1) – ускробати, ускромити, ушкали, очуняти, щогла, сльота [Чижевський, Пріцак]; 
● зі скіфської (пор. R1a) – халява, почвара, дощ [Трубачев], скіпщина; 
● з фінських (пор. N) – щур, кеньґі, кволий, журитися, журба, кульгати, кандиба; 
● з арабської (пор. E1b1b) – потала, хосен, сум, суматуха, капарно, могорич, мацапура; ропать [Фасмер];
● з кельтських (пор. R1b) – крівля, смерека, оборіг [Stelmaszczyk], мотика, кінь, корова [Трубачев], слуга, владика [Шахматов];
● з мов Месопотамії (пор. J2) – нишком, кугут, леміш;
● з грецької (пор. J1) – комора, корабель [Фасмер];
● з кавказьких (пор. G) – сковорідка, кукобитися, коверзувати;
● з монґольських (пор. Q) – ковбаса, чавун [ЕСУМ], онучі, курінь.
Поряд з цими двома незалежними серіями фактів генетики й історичної лексикології у топонімії України є третій ряд незалежних даних – але й ці топоніми-репліки походять з прототипів тих самих мов: 
● балканських (пор. I2) – гориТовтри Тр, г. Бескид Лв, р. Альта Чк [Трубачев]; 
● скандинавських (пор. I1) – Трахтемирів Кв, Говилів Тр, пот. Фрумилів ІФ, р. Авунда Км; 
● скіфських (і пехлевійської; пор. R1a) – р. Артополот Пл, Ардабда (= Феодосія) Км [Стрижак; Трубачев], Токмак Зп, Добростани Лв, Сакуниха См, Сахни Жт, См, Хк, Хм; 
● фінських (пор. N) – р. Сож Чг, р. Яха Пл, с. Кореличі Лв;
● арабської (пор. E1b1b) – Паталахівка Лг, Водолага Хк, Подольох Хк, Аджамка Кг, Халаїмгород Жт; 
● кельтських мов (пор. R1b) – р. Сукіль ІФ, р. Радоробль Жт, г. Камула Лв;
● мов Месопотамії (пор. J2) – Дубшари ІФ, Ілемня ІФ, Сапановчик; 
● грецької (пор. J1) – Рогань Хк, Рикане Вл, Рикунь Кв, р. Рогостянка Кв, Коломия ІФ, Калуш ІФ;
● кавказьких (пор. G) – Шарапанівка Вн, Ківшувата Кв;
● монґольських (пор. Q) – Шипинці Чв, Хорохорин Вл.
Отже, Y-гаплогрупна формула українців посекторно відповідає незалежно виявленим пластам як запозичень у словнику, так і топонімів України, що означає взаємну апробацію цих студій.
Таким чином, прадавні історичні сусіди нашого народу, породичавшись з нашими предками, засвідчили це тричі у трьох незалежних документах – у генетичному коді українців (у вигляді Y-гаплогруп), у словнику української мови (у вигляді запозичених слів) та у топонімії України (у вигляді топонімів-реплік на етнічній території)» (стор. 63).

### З нарису VI. Античність на в'язаних човнах

#### Репліки від форми називного відмінку βᾶρις 'баржа'
| «...ЯКИМИ ЗАСОБАМИ ПРИПЛИВАЛИ ДО НАДДНІПРЯНЩИНИ ЄВАНҐЕЛІЗАТОРИ. ...Відповідь прийшла ...зі спроб пов'язати з якимись назвами на карті лексему "папірус", трактовану як матеріал для письма, [або] παπύρινος 3 (ῡ) зроблений з папірусу (βᾶρις Plut.) [ДРС, 1233]... Виявляється, папірус вживали передусім не для письма (цей стереотип довго не давав помітити інші асоціативні зв'язки), а для не менш важливої мети – адже βᾶρις це корабель або барка, причому, саме єгипетська, та ще і зроблена з папірусу [ДРС, 288]"» (стор. 536). |
| «... [Карта] зберегла несподівно численні й цілком упізнавані топооснови від називного і родового відмінків цього слова у складі топонімів в Україні – БАРИШ- (βᾶριδ), БОРИС- (βᾶρις), ВАРИД- (βᾶριδ-), ВАРИЖ- (βᾶριδ-), БОРЗ- (βᾶριδ-) і схожі на них. Свідком того, що єгипетські баржі робили саме з папірусу, словник називає Плутарха (бл. 46 – бл. 125 р.). І якщо таку реалію βᾶρις, βᾶριδος ...знали і відповідне слово вживали у Наддніпрянщині, то це також могло бути лише в його дні, тобто у І-ІІ ст. н.е. У нас античність гостювала на в'язаних човнах!" (стор. 537) – "укр. окрут 'корабель' [ЕСУМ, IV, 174], тільки... це не від некритично повтореної А. Брюкнером і ЕСУМ народної етимології "те, чим крутять, керують" (крутити кораблем?), а від гостей на скручених мотузками оберемках очерету... Словник К. Бака скептичніший і чітко вказує на розвиток значення [слова "окрут"] від якогось різновиду "плетеного корабля" (plaited vessel)... [Buck, 728] – але цих думок не сприйнято"» (стор. 530‒531). |

#### Гр. ἐργάτης [ергáтис] хлібороб > Іргачик/ Рогачик на Дніпрі
| «...Запровадження тепер до кола студій ПОНЯТТЯ МЕТАТЕЗИ ПЛАВНИХ – історичного перетворення праслов. *ор- в *ра- / ро- – уможливило пояснення іншого важливого гнізда топонімічних назв. ... При перегляді коптського словника було зауважено слово копт. ергатис (Gk); m. Workman, hermes, esp. one who works the soil, husbandman, doer, producer. Відколи коптська і грецька були вживані у Наддніпрянщині за елліністичної доби, то копт. ергатис і гр. ἐργάτης орач могли б бути засвідчені у якій-небудь топооснові *Ергат-. Близька форма Иргачик (як результат зміни *Ергатjик) справді засвідчена 1850 р..." [тепер р. Рогачик]» (стор. 569). |
| «У топонімічному контексті однієї з Рогачівок... опинився цілий букет з п'ятьох назв від основи РОГАН-, у т. ч. назва р. РОГАНь. Але якщо ἐργάτ- давало основу РоГаТ-, то прототипом основи РоГаН- мало б бути ἐργάν-. ...Для цієї критично важливої форми основи таки існує документована у XVII ст. однотипна форма з протезою – 1639: ЖИРОГАНЬ! [СГУ, 466], ще ближча до ἐργάν-. Чому ця форма названа критично важливою? Річ у тім, що за цим прототипом в усій своїй красі відкривається ключова антична реалія: ἡ Ἐργάνη трудяща, роботяща – епітет Афіни як покровительки ремесел Soph., Diod., Plut." [ДРС, І, 657], Афіни, яка сприяє успіхам мирної праці [СКД, 976]... Замислимося лишень:». |

#### Грецьке Ергáні ἐργάνη роботяща > Жирогáнь > Рогáнь...: це Афіна!
Так уперше стало можливим відновити ...справжні історичні етапи фонетичного розвитку цієї назви" (стор. 609).

| «...Документовано культ Зевса, Афіни Паллади і Аполлона в їхніх численних проявах – Зевс Кронід, Катеват, Агорай, Булай, Стесій, Ксеній, Стратій, Сотер, Клейсій, Гамелій; Афіна Ергане, Поліухос, Пюлатейс, Сотера, Парфена, Лейта... Цілком зрозуміло, що ЦІ ТОНКОЩІ БУЛИ НЕМИСЛИМІ В СЕРЕДОВИЩІ ВАРВАРІВ і що ЗА НИМИ СТОЇТЬ МЕНТАЛЬНІСТЬ ЦІЛКОМ ІНШОГО І ДОБРЕ ВІДОМОГО ЕТНОСУ: тут усюди йдеться про [перше мовне засвідчення віідомих з історії] осередків грецької колонізації Наддніпрянщини, адже лише у грецькому етнічному середовищі (або серед "елліноскіфів") можна уявити існування таких відтінків культу грецьких богів. ... Усі ці давньогрецькі міфологічні реалії дійшли до нашого часу у топонімах місцевого україномовного населення... – що й унаочнює реальність процесу асиміляції, розчинення людей з грецької діаспори у місцевих праукраїнцях» (стор. 617). |.

### З нарису VIII. Догрецький Єгипет у догрецькій Україні

#### Копт.шатс'канал, канава' – і єгипетські канали біля Шацька
| «Одним з найефектніших прикладів ...доказу історичної реальности, яка стоїть за єгипетськими скарбами топонімії Полісся, є ТОПООСНОВА ШАЦ- З КОПТ. шатс 'DIGUE; КАНАЛ, КАНАВА' (...можливо, що й від шат 'різати' з архаїчним відтінком значення 'різати землю'). Як відомо, Шацьк лежить в оточенні прадавніх Шацьких озер у верхів'ях Прип'яті... Вже перша довідка з Вікіпедії мобілізує увагу: "Шацькі озера живляться атмосферними і підземними водами, а також ЗА РАХУНОК ВОДООБМІНУ ПО КАНАЛАХ, ЯКИМИ СПОЛУЧЕНІ ОКРЕМІ ОЗЕРА" (!) [uk.wiki/Шацькі_озера]. Тобто як само собою зрозуміле цим сказано, що не всі озера сполучені природними протоками і що деякі з них сполучені таки рукотворними каналами. Зрозуміло, що для теми цей факт стрімко набирає першорядної ваги, адже дає першу дороговказну нитку Аріадни із втраченого синхоричного знання – цей горизонтальний зв'язок між значенням основи ойконіма Шацьк [від копт.] шатс 'канал, канава' і реальним фактом наявности в його околицях самих каналів. Річ ясна, що це зобов'язує негайно розглянути топонімічний контекст Шацька в пошуках уже відомих топонімічних основ коптського фракталу: (...) Pȝrȝ-Mwt 'дім (храм) Мут' і озеро Перемут, святе озеро Матері богів біля Шацька (...) "Давньоєгипетське слово Mut означало 'матір': цю богиню вважали матір'ю всіх богів. Серед інших її епітетів – Світова Матір, Око Ра, Цариця Богинь, Панна Небес; Та, хто дає народження, але сама не народилася ні від кого. Слід визнати, що витоки Прип'яті – справді достойне місце для її святилища: з кришталево-прозорих озер з зеленкуватою водою і світлим дном тут витікає Прип'ять (принаймні, єгиптянам так здавалося). В античний час Прип'ять вважали основним водотоком Дніпра» (стор. 695). |
| «"У сусідніх країнах теж відомі ойконіми від основи Шац-. Особливістю усіх їх є те, що позначені ними селища розміщені у верхів'ях маленьких річок. У Білорусі це с. Шацк під Мінськом і Шацілки (тепер Світлогорськ) біля Гомеля, у Польщі – Szaciły (2), в Росії нп Шацк Рязанс. і Шатск-2-й Тульс. ...Назва Шатск-2-й [належить] селищу на р. Шат поблизу м. Тули в Росії. Географам воно відоме тим, що поруч лежить Шатське водосховище. Завдяки цій штучній водоймі витік Дону сполучено через р. Шат і Упу з р. Ока – притокою Волги... Виходить, цю "будову комунізму" розпочали ще єгиптяни"» (стор. 695‒696). |

## Оформлення
У монографії близько 380 ілюстрацій: 96 карт і 280 чорно-білих зображень. Кольорові форзац і нахзац ілюструють наріжні положення книги.

## Відгуки
З передмови рецензента книги, акад. НАН України Г.П. Півторака:

| «...Закодована в топоніміці інформація відбиває історію відповідного краю впродовж століть або й тисячоліть, але внаслідок поступового забуття первісної мотивації назв і їх перекручування місцевими мешканцями відповідно до свого розуміння первісна форма топоніма буває затемнена настільки, що відтворити її під силу лише дослідникові зі знанням багатьох мов та закономірностей їхньої трансформації в хронологічному дискурсі. Саме такий науковий багаж має професор Київського національного університету імені Тараса Шевченка Костянтин Миколайович Тищенко. Його наукова заслуга серед багатьох інших полягає ще і в тому, що своїми дослідженнями він увів топонімію в етногенетичний контекст, а також використав найновіші досягнення молекулярної генетики, завдяки чому підніс етногенетичні дослідження на сучасний, якісно новий рівень» (стор. 12‒13). |
| «Автор наводить численні запозичення від балтів, фракійців, іранців, іллірійців, кельтів, римлян, готів, хозарів, семітів, печенігів, половців, угорців, татар, литовців, поляків, німців, росіян, англійців та ін. Припускаю, що значна частина цих запозичень будуть сприйматися як дискусійні, сумнівні, фантастичні або такі, що можуть мати простіше й вірогідніше пояснення на місцевому ґрунті. Проте з категоричними висновками поспішати не варто. Адже апріорне заперечення знайдених проф. К.М. Тищенком фактів та їх інтерпретації не може бути продуктивним, а плідна дискусія з ним потребує й рівнозначної освіченості та ерудованості. Як засвідчує історичний досвід, в історії різних наук часто те, що спочатку здавалося неймовірним і неможливим, з часом підтверджувалося подальшим науковим прогресом і вже сприймалося як звичне й єдино правильне або ж аргументовано спростовувалося й остаточно відкидалося. Та й сам автор пропонованих нарисів навряд чи вважає свої етимологічні напрацювання істиною в останній інстанції і ще буде їх переглядати й уточнювати» (стор. 13). |
```

```

| «Нова праця проф. К.М. Тищенка – цікаве, важливе, потрібне й суспільно значуще дослідження, де сконцентровано викладено наукові здобутки вченого, відображені в низці його монографій, статей та наукових доповідей... Сподіваюся, що книга викличе суспільний інтерес і стане в пригоді історикам, лінгвістам, аспірантам, студентам-філологам і всім, хто цікавиться минулим українців та української мови» (стор. 16). |
Зі вступних сторінок філолога й публіциста Ю.В. Макарова:

| «Наукові висновки не залежать від ідеологічної кон’юнктури, тому вони можуть однаково розчарувати як полум’яних патріотів, так і симпатиків утраченої імперії. На жаль, не може Україна претендувати на роль міфічної Аратти, «колиски людської цивілізації». Так само не годяться українці на роль «молодшого брата» в якійсь уявній східнослов’янській спільноті, це звичайна політична фікція – ми хіба що кузени... Ми не старші й не молодші за інших, хіба що мало про це знаємо. ...Саме тепер практичні успіхи молекулярної генетики вже уможливлюють... «перехресну» перевірку історичних та лінгвістичних даних. На перетині цих наукових дисциплін народжується найбільш несподіване, найбільш авангардне знання, яке виявляється співзвучним сучасному світові. Коли стикаєшся з тим знанням, це може провокувати як культурний песимізм (навіщо ж докладати зусиль, якщо навіть епохальні катаклізми так безнадійно стираються з колективної свідомості народів?), так і, навпаки, оптимізм: людство, виявляється, має достатній інструментарій, щоби повернути собі історичну пам’ять. Для цього, зокрема, є гуманітарна наука...» (стор. 16). |
| «...Виявляється, українська та російська розвивалися паралельно, незалежно одна від одної, починаючи орієнтовно від ІІІ століття нашої ери, Київська Русь була не «колискою», а тимчасовим етапом їхнього зіткнення. Обидві вони стали наслідком окремої еволюції з поточним поглинанням мов їхніх сусідів (у кожному випадку різних)... Це не означає намагання когось принизити чи щось применшити. Справжня наука такими низькими речами не займається. Це лише запізніле, внаслідок історичних обставин, встановлення справедливості. Доводиться відразу попередити читача: наступний текст не для легкого читання чи швидкого гортання... Що ж до висновків, то ...вони стануть ...необхідним саме нині живленням справжніми сенсами, новим і, сподіваймося, етапним кроком у самоусвідомленні, позбавленні набутих травм від спотворення істини» (стор. 70). |
З листа журналіста і письменника Романа Пастуха (м. Дрогобич):

| «Багаторазово опрацювавши і Ваші [публікації], і книги інших вчених та дослідників, знаних в Україні, я зробив для себе висновок, що Ви змогли заглянути до самих витоків української топонімії іншомовного походження... Без [Вашої праці] наша топоніміка видається мені машиною без коліс і двигуна..." (архів автора; лист Р. Пастуха від 27.07.2016 р.). З післямови до теперішньої книги: "Про одвічних скептиків, яких не бракувало й у ставленні до цих студій, Дж. Мільтон колись зауважив: «Думка загалу – це знання у становленні» (Die Meinung im guten Menschen ist Wissen im Werden) – отже, вона лише видає рівень (не)підготованости опонента. Нехіть вникати у нове знання не впливає на саме це знання – як байдужість учня не діє на невивчений закон фізики» (стор. 745). |

## Покажчик топонімів
Для 2200 топонімів, топонімічних основ і топоформантів вказані сторінки книги, де йдеться про відповідну тему.